# ミトコンドリア膜間腔

ミトコンドリアの構造

ミトコンドリア膜間腔（みとこんどりあまくかんくう、みとこんどりあまくかんこう、mitochondiral intermembrane space）は、ミトコンドリアの内膜と外膜の間の領域である。ミトコンドリアの機能や維持、さらには細胞自体の生死に関わる重要な因子を多く含んでいる。

## 区画
ミトコンドリアの内膜は、一般的にマトリックス側に大きく突出したクリステという構造を取っている。そのため膜間腔も、外膜と内膜に挟まれた周縁部と内膜のみに挟まれたクリステ内腔とに分けられ、両者の内容物には差がある。構造上も、周縁部の厚みが内膜や外膜を構成する脂質二重層と同程度（およそ6nm）であるのに対し、クリステ内腔はおよそ2倍の厚さがある。

## 内容物
外膜にはポリンと呼ばれるチャンネルタンパク質が存在しているため、イオンや低分子化合物は細胞質と膜間腔とを自由に移動でき、したがってそれらの組成は細胞質と似通っている。しかし分子量の大きなタンパク質などは、通常は自由に移動することができず、細胞質とは異なる独特の空間となっている。還元的な環境に保たれた細胞質と比べて、膜間腔はより酸化的な環境であり、膜間腔のタンパク質ではジスルフィド結合が形成されていることが多い。

## タンパク質輸送
ミトコンドリア内部のタンパク質は大部分が細胞核コードの遺伝子から転写・翻訳されているが、一般にミトコンドリア外膜のポリンを通過することができない。そこでまず外膜上のTOM複合体を通り膜間腔に到達するが、それからミトコンドリア内部の区画（膜間腔、内膜、マトリックス）への仕分け過程はかなり複雑である。そのうち膜間腔で機能するタンパク質は、おおよそ3通りの過程で仕分けされている。
- 移行配列依存的な輸送
一般的なミトコンドリア移行配列の働きでTOM複合体から内膜上のTIM23複合体へ受け渡されるが、移行配列下流の疎水性領域の働きで輸送が停止し、さらに疎水性領域かその下流でプロテアーゼによる切断を受けて膜間腔へと遊離する。TIM23複合体を利用するため内膜の膜電位やATPを必要とする。代表例はシトクロムb2（L-乳酸デヒドロゲナーゼ）。
- 二次構造依存的な一方向拡散
TOM複合体の穴を拡散によって通過するが、ジスルフィド結合が形成され、あるいは補因子が結合し、それによって安定な二次構造をとるため細胞質へと戻れなくなる。拡散によってTOM複合体を通過するため、タンパク質の大きさに限りがある（20kDa程度まで）。ジスルフィド結合が生じる例としてはTim8やCox17、補因子が結合する例としてはSODやシトクロムcがある。
- その他
ポリペプチド鎖内部の特定の配列がTOM複合体に認識されて膜間腔へ取り込まれ、内膜または外膜上のタンパク質と相互作用する。シトクロムcヘムリアーゼが代表的。